# OST (우주망원경)

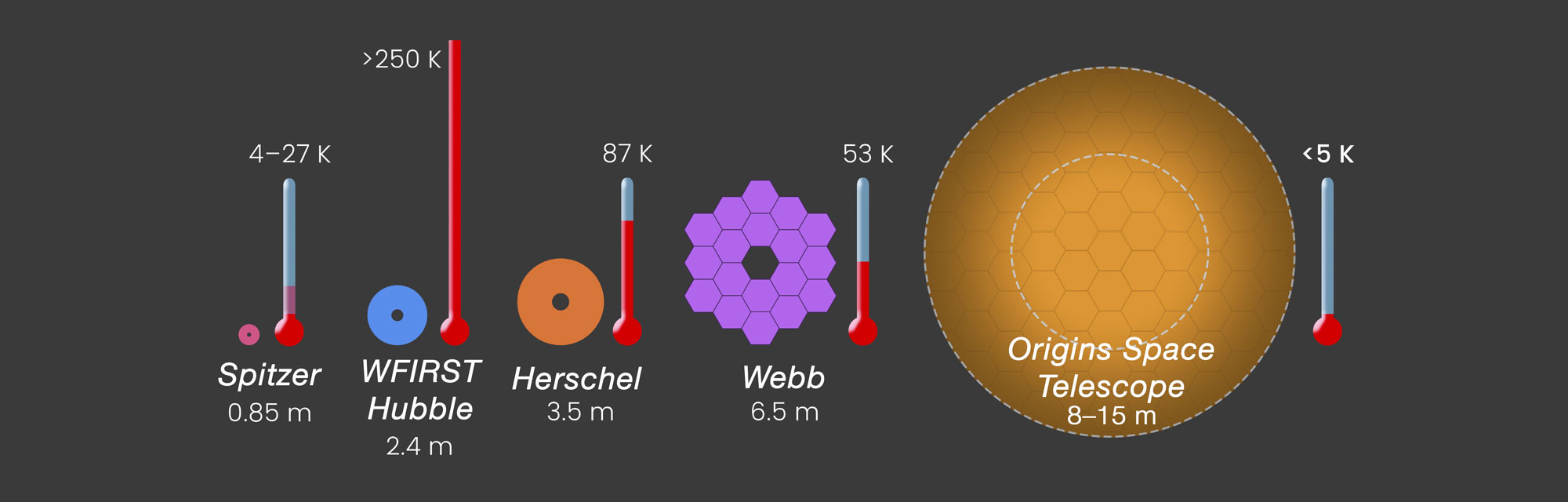

OST는 NASA가 2016년부터 설계를 시작한 적외선 우주망원경이다. 목적은 적외선으로 우리은하 관측, 적외선으로 넓은 우주 관측, 항성 형성과정 등을 밝혀내는 것이 목적이다. 현재 플래그쉽 프로그램에 편입되어 연구가 진행되고 있으며, GSFC의 연구원들이 연구를 진행하고 있다.

## 역사와 제작 배경
2016년, NASA는 플래그쉽 프로그램에 HabEx, 링크스 엑스선 천문대, OST, LUVOIR와 함께 이 우주망원경을 편입하였다. 이후, 개발과 연구가 시작되었다.

## 과학장비
주경:8~15m 정도로, 목표를 잘 보여주는 것이 목적이다.
부경:주경이 반사한 것을 다시 카메라로 찍을 수 있게 도와주는 것이 목적이다.
차광판:적외선을 관측해여 온도에 따라 관측 사진이 영향을 많이 받아서 정확한 관측을 하게 도와주는 것이 목적이다.

## 발사
2035년 발사된다는 것만 정해졌다. 앞으로 더 자세히 정해질 예정이다.

## 지원, 개발, 투자
- NASA
- JPL
- GSFC
- Caltech